# У Чэнь Чжун, Иоанн Батист
Иоанн Батист Ху Чжэньчжун (кит. 胡振中, пиньинь Hú Zhènzhōng; 26 марта 1925 — 23 сентября 2002) — китайский кардинал. Епископ Гонконга с 5 апреля 1975 по 23 сентября 2002. Кардинал-священник с титулом церкви Беата-Верджине-Мария-дель-Монте-Кармело-а-Мостаччано с 28 июня 1988. 